# Kuresa Nasau
Kuresa Nasau – polityk, siedmiokrotny szef rządu Tokelau. Jest liderem (Faipule) atolu Atafu.
Sprawował funkcję szefa rządu łącznie siedmiokrotnie, w następujących okresach:
- luty 1992–luty 1993
- luty 1995–luty 1996
- luty 1998–luty 1999
- luty 2001–luty 2002
- luty 2007–luty 2008
- 22 marca 2010 – 11 marca 2011
- luty 2014 – 22 lutego 2015

Szef rządu Tokelau wybierany jest na okres jednego roku, spośród trzyosobowej rady, w skład której wchodzi jeden przedstawiciel (Faipule) każdego z trzech atoli.